# La luz prodigiosa
La luz prodigiosa es una película española de 2003 dirigida por Miguel Hermoso.
Basada en la novela 'La luz prodigiosa' (Ediciones Libertarias/Huerga y Fierro Editores, 1992) ganadora en 1991 del Premio Novela Corta "Ciudad de Barbastro" del escritor y guionista Fernando Marías.
Miguel Hermoso abre la polémica de qué pasó con el poeta granadino tras su ejecución en 1936. No se sabe con certeza dónde quedaron sus restos, aunque los indicios apuntan a que está enterrado en una fosa común del municipio de Víznar, provincia de Granada.

## Argumento
A principios de la guerra civil española, un pastor llamado Joaquín (Alfredo Landa), socorre a un hombre (Nino Manfredi) al que sus verdugos han dado por muerto tras fusilarlo. Joaquín le recoge en su casa y poco a poco empieza a interesarse por su pasado. Luego, lo deja en un convento al cuidado de una monja (Kiti Mánver). Pasados cuarenta años, en 1980, se reencuentra con él en Granada. Un hecho fortuito ayuda al mendigo a recuperar su memoria perdida, llegando a pensar que es el mismísimo Federico García Lorca.
- Datos: Q3822402